# سوزانا كاماريرو
سوزانا كاماريرو (مدريد، 25 أبريل 1970) سياسية تنتمي إلى الحزب الشعبي، حيث تعمل في الجهاز التنفيذي الوطني.
متزوجة مؤهلة في القانون. دخلت السياسة في عام 1995 عندما تم انتخابها لعضوية البرلمان الإقليمي في منطقة بلنسية. استقالت من تلك الهيئة بعد خمس سنوات عندما تم انتخابها لعضوية مجلس النواب الإسباني عن منطقة فالنسيا. أعيد انتخابها في عامي 2004 و2008. وقد شاركت في العديد من اللجان بما في ذلك الدفاع والاقتصاد والتصنيع والإدارة العامة بالإضافة إلى لجنة حقوق المرأة والمساواة.